# Episodi de La febbre dell'oro
Questa è la lista delle puntate de La febbre dell'oro.
| Stagione                                 | Episodi | Prima TV USA | Prima TV Italia |
| ---------------------------------------- | ------- | ------------ | --------------- |
| Prima stagione                           | 10      | 2010-2011    | 2011            |
| Seconda stagione                         | 20      | 2011-2012    | 2012            |
| Terza stagione                           | 16      | 2012-2013    | 2013            |
| La febbre dell'oro: Sudamerica           | 6       | 2013         | 2013            |
| Quarta stagione                          | 20      | 2013-2014    | 2014            |
| Quinta stagione                          | 25      | 2014-2015    | 2015            |
| Sesta stagione                           | 22      | 2015-2016    | 2016            |
| Settima stagione                         | 22      | 2016-2017    | 2017            |
| La febbre dell'oro: la sfida di Parker 1 | 5       | 2017         | 2017            |
| Ottava stagione                          | 20      | 2017-2018    | 2018            |
| La febbre dell'oro: la sfida di Parker 2 | 7       | 2018         | 2018            |
| Nona stagione                            | 22      | 2018-2019    | 2018-2019       |
| La febbre dell'oro: la sfida di Parker 3 | 10      | 2019         | 2019            |
| Decima stagione                          | 22      | 2019-2020    | 2019-2020       |
| La febbre dell'oro: la sfida di Parker 4 | 10      | 2020         | 2020            |
| Undicesima stagione                      | 22      | 2020-2021    | 2020-2021       |

## Stagione 1
| nº      | Titolo originale     | Titolo italiano                 | Prima TV USA     | Prima TV Italia   |
| ------- | -------------------- | ------------------------------- | ---------------- | ----------------- |
| 1       | Gold Nuggets         | Chi non tenta non sbaglia       | 3 dicembre 2010  | 3 agosto 2011     |
| 2       | Gold, Guns and Bears | Oro, armi e orsi                | 10 dicembre 2010 | 10 agosto 2011    |
| 3       | Running Dirt         | Solo terra                      | 17 dicembre 2010 | 17 agosto 2011    |
| 4       | The Ultimate Price   | Il prezzo da pagare             | 7 gennaio 2011   | 24 agosto 2011    |
| 5       | The Pain Barrier     | La soglia del dolore            | 14 gennaio 2011  | 31 agosto 2011    |
| 6       | Gold Fever           | Difficoltà                      | 21 gennaio 2011  | 7 settembre 2011  |
| 7       | Going for Broke      | Sull'orlo del fallimento        | 28 gennaio 2011  | 14 settembre 2011 |
| 8       | Bad Blood            | Sangue amaro                    | 4 febbraio 2011  | 21 settembre 2011 |
| 9       | Bedrock or Bust      | O la va o la spacca             | 11 febbraio 2011 | 28 settembre 2011 |
| 10      | Never Say Die        | La speranza è l'ultima a morire | 18 febbraio 2011 | 5 ottobre 2011    |
| Special | Full Disclosure      |                                 | 25 febbraio 2011 | Inedito           |

## Stagione 2
| nº | Titolo originale                        | Titolo italiano        | Prima TV USA     | Prima TV Italia  |
| -- | --------------------------------------- | ---------------------- | ---------------- | ---------------- |
| 1  | Twist of Fate                           | Scherzi del destino    | 28 ottobre 2011  | 29 febbraio 2012 |
| 2  | Virgin Ground                           | Terra vergine          | 4 novembre 2011  | 7 marzo 2012     |
| 3  | Family Feud                             | Feudo di famiglia      | 11 novembre 2011 | 14 marzo 2012    |
| 4  | Slippery Slope                          | Pendici scivolose      | 18 novembre 2011 | 21 marzo 2012    |
| 5  | Drill or Die                            | L'oro o la morte       | 25 novembre 2011 | 28 marzo 2012    |
| 6  | Lovestruck                              | Innamorati             | 2 dicembre 2011  |                  |
| 7  | Gold At Last                            | L'ultimo oro           | 9 dicembre 2011  |                  |
| 8  | On The Gold                             | Sull'obiettivo         | 16 dicembre 2011 |                  |
| 9  | Cameramen - Behind the Scenes - Special |                        | 23 dicembre 2011 | Inedito          |
| 10 | After the Rush - Special                |                        | 30 dicembre 2011 | Inedito          |
| 11 | Dead in the Water                       | Morte in acqua         | 6 gennaio 2012   |                  |
| 12 | Twenty Four Seven                       | Sette giorni su sette  | 13 gennaio 2012  |                  |
| 13 | Rock Bottom                             | Verso il fondo         | 20 gennaio 2012  |                  |
| 14 | Bedrock Gold                            | Contro la roccia       | 27 gennaio 2012  |                  |
| 15 | Man Down                                | Immersioni             | 3 febbraio 2012  |                  |
| 16 | In the Black                            | Tenebre                | 10 febbraio 2012 |                  |
| 17 | Frozen Out                              | Congelati              | 17 febbraio 2012 |                  |
| 18 | Judgement Day                           | Il giorno del giudizio | 24 febbraio 2012 |                  |

## The Jungle Special
| nº | Titolo originale | Titolo italiano | Prima TV USA   | Prima TV Italia |
| -- | ---------------- | --------------- | -------------- | --------------- |
| —  | The Jungle       |                 | 17 agosto 2012 |                 |

## Stagione 3
| nº      | Titolo originale      | Titolo italiano              | Prima TV USA     | Prima TV Italia  |
| ------- | --------------------- | ---------------------------- | ---------------- | ---------------- |
| 1       | Million Dollar Season | Inizia la nuova stagione     | 26 ottobre 2012  | 27 febbraio 2013 |
| 2       | The Wrong Claim       | Il territorio sbagliato      | 2 novembre 2012  |                  |
| 3       | Secret Weapons        | Armi segrete                 | 9 novembre 2012  |                  |
| 4       | Battle of The Bridge  | Battaglia sul ponte          | 16 novembre 2012 |                  |
| 5       | The Ultimatum         | L'ultimatum                  | 23 novembre 2012 |                  |
| 6       | Game Changer          | La svolta                    | 30 novembre 2012 |                  |
| 7       | Road To Gold          | La strada verso la ricchezza | 7 dicembre 2012  |                  |
| 8       | Up Smith Creek        | Rischio chiusura             | 14 dicembre 2012 |                  |
| 9       | Leprechaun Gold       | Un tesoro nascosto           | 4 gennaio 2013   |                  |
| 10      | Dozer Wars            | Guerre                       | 11 gennaio 2013  |                  |
| 11      | Pink Slip             | Il sogno                     | 18 gennaio 2013  |                  |
| 12      | The Merger            | Il lavaggio                  | 25 gennaio 2013  |                  |
| 13      | The Nightshift        | Giorno e notte               | 1º febbraio 2013 |                  |
| 14      | Bedrock Blowout       | Inondazioni                  | 8 febbraio 2013  |                  |
| 15      | Redemption Road       | Redenzione                   | 15 febbraio 2013 |                  |
| 16      | The Motherlode        | Il filone principale         | 22 febbraio 2013 |                  |
| Special | The Dirt              |                              |                  | Inedito          |

## La febbre dell'oro: Sudamerica(South America)
| nº      | Titolo originale  | Titolo italiano  | Prima TV USA    | Prima TV Italia |
| ------- | ----------------- | ---------------- | --------------- | --------------- |
| 1       | Peruvian Gold     | In Perù          | 2 agosto 2013   |                 |
| 2       | Chilean Gold      | In Cile          | 9 agosto 2013   |                 |
| 3       | Guyanese Gold     | In Guyana        | 16 agosto 2013  |                 |
| 4       | The Frozen North  | Momenti decisivi | 23 agosto 2013  |                 |
| 5       | Ends of the Earth |                  | 30 agosto 2013  |                 |
| Special | Southern Quest    |                  | 18 ottobre 2013 |                 |

## Stagione 4
| nº      | Titolo originale        | Titolo italiano              | Prima TV USA     | Prima TV Italia  |
| ------- | ----------------------- | ---------------------------- | ---------------- | ---------------- |
| 1       | Queen Of Diamonds       | Ricomincia l'avventura       | 25 ottobre 2013  | 12 febbraio 2014 |
| 2       | Learning Curve          | Curva di apprendimento       | 1 Novembre 2013  | 19 febbraio 2014 |
| 3       | In Too Deep             | Profondità estrema           | 8 novembre 2013  | 26 febbraio 2014 |
| 4       | Road from Hell          | Strada per l'inferno         | 15 novembre 2013 | 5 marzo 2044     |
| 5       | Garnets or Gold         | Operazioni ferme             | 22 novembre 2013 | 12 marzo 2014    |
| 6       | Mutiny                  | Ribellione                   | 29 novembre 2013 | 19 marzo 2014    |
| 7       | Paid in Full            | Scoperta incredibile         | 6 dicembre 2013  | 26 marzo 2014    |
| 8       | Jungle Boogie           | Tempesta                     | 13 dicembre 2013 | 2 aprile 2014    |
| 9       | Ready to Roll - Special |                              | 20 dicembre 2013 | Inedito          |
| 10      | Hope Creek              | Speranze                     | 3 gennaio 2014   | 9 aprile 2014    |
| 11      | Blowout                 | Nuovi territori              | 10 gennaio 2014  | 16 aprile 2014   |
| 12      | Death of a Dream        | Fine di un sogno             | 17 gennaio 2014  | 23 aprile 2014   |
| 13      | The Resurrection        | Resurrezione                 | 20 gennaio 2014  | 30 aprile 2014   |
| 14      | Fantasy Land            | Terra fantastica             | 24 gennaio 2014  | 7 maggio 2014    |
| 15      | Medevac                 | Emergenza                    | 31 gennaio 2014  | 14 maggio 2014   |
| 16      | Man on Wire             | In bilico                    | 14 febbraio 2014 | 21 maggio 2014   |
| 17      | Day of Reckoning        | Il Giorno del Giudizio       | 21 febbraio 2014 | 28 maggio 2014   |
| 18      | Go Big or Go Home       |                              | 28 febbraio 2014 |                  |
| 19      | Grandpa's Last Wish     | L'ultimo desiderio del nonno | 7 marzo 2014     |                  |
| Special | Unearthed               |                              | 14 marzo 2014    | Inedito          |

## Stagione 5
| nº      | Titolo originale     | Titolo italiano       | Prima TV USA     | Prima TV Italia |
| ------- | -------------------- | --------------------- | ---------------- | --------------- |
| Special | Heroes and Zeroes    |                       | 19 agosto 2014   | Inedito         |
| 1       | New Blood            | Nuova linfa           | 17 ottobre 2014  |                 |
| 2       | From the Ashes       | Dalle ceneri          | 24 ottobre 2014  |                 |
| 3       | Golden Boy           | Ragazzo d'oro         | 31 ottobre 2014  |                 |
| 4       | Viking Ship          | La nave del Vichingo  | 7 novembre 2014  |                 |
| 5       | Hard Bargain         | Scambio duro          | 14 novembre 2014 |                 |
| 6       | Cursed Cut           | Operazione maledetta  | 21 novembre 2014 |                 |
| 7       | Goldzilla            | Nuovi strumenti       | 28 novembre 2014 |                 |
| 8       | Gold Blooded         | Grandi pulizie        | 5 dicembre 2014  |                 |
| 9       | Colossal Clean Up    | Mancanza di acqua     | 12 dicembre 2014 |                 |
| 10      | Grandpa John         |                       | 19 dicembre 2014 | Inedito         |
| 11      | Parker's Accident    | L'incidente di Parker | 2 gennaio 2015   |                 |
| 12      | Ship of Fools        | Punto di rottura      | 9 gennaio 2015   |                 |
| 13      | Piles of Gold        | Pile di oro           | 16 gennaio 2015  |                 |
| 14      | Gold Road            | La strada verso l'oro | 23 gennaio 2015  |                 |
| 15      | Rogue Miner          | Dura ricerca          | 30 gennaio 2015  |                 |
| 16      | The Monster Lives    | Il mostro vive        | 6 febbraio 2015  |                 |
| 17      | Rivers of Gold       | Fiumi d'oro           | 13 febbraio 2015 |                 |
| 18      | Frozen Gold          | Oro ghiacciato        | 20 febbraio 2015 |                 |
| 19      | Hundreds of Ounces   | Oro a palate          | 27 febbraio 2015 |                 |
| 20      | Freddy Dodge Returns |                       | 27 febbraio 2015 |                 |
| 21      | Millions in Gold     | Milioni in oro        | 6 marzo 2015     |                 |
| Special | The Whole Truth      | Tutta la verità       | 13 marzo 2015    |                 |

## Stagione 6
| nº       | Titolo originale        | Titolo italiano         | Prima TV USA     | Prima TV Italia  |
| -------- | ----------------------- | ----------------------- | ---------------- | ---------------- |
| 1        | Blood, Sweat and Gold   | Sudore e oro            | 16 ottobre 2015  | 17 febbraio 2016 |
| 2        | Gold Ship               | Nave d'oro              | 23 ottobre 2015  | 24 febbraio 2016 |
| 3        | Moving the Monster      | Spostare il mostro      | 30 ottobre 2015  |                  |
| 4        | Grandpa's Golden Advice | Raddoppiare l'oro       | 6 novembre 2015  |                  |
| 5        | Jack's Gold Shack       | La vecchia draga        | 13 novembre 2015 |                  |
| 6        | Treasure Island         | L'isola del tesoro      | 20 novembre 2015 |                  |
| 7        | El Dorado Dream         | L'El Dorado             | 27 novembre 2015 |                  |
| 8        | Mammoth Channel         | La via del Mammut       | 4 dicembre 2015  |                  |
| 9        | Mammoth Gold            | La creatura preistorica | 11 dicembre 2015 |                  |
| Speciale | Parker Comes of Age     |                         | 11 dicembre 2015 | Inedito          |
| 10       | Parker's 21st           | I 21 anni di Parker     | 18 dicembre 2015 | 20 aprile 2016   |
| 11       | Captain Monica          | Capitano Monica         | 1 gennaio 2016   | 27 aprile 2016   |
| 12       | Crew War                | Ammutinamento           | 8 gennaio 2016   | 4 maggio 2016    |
| 13       | Goldzilla Gold          | L'oro di Godzilla       | 15 gennaio 2016  | 11 maggio 2016   |
| 14       | Million Dollar Mountain | Un milione di dollari   | 22 gennaio 2016  | 18 maggio 2016   |
| 15       | Dead Even               | I rivali                | 29 gennaio 2016  | 25 maggio 2016   |
| 16       | Golden Bombshell        | Bomba d'oro             | 5 febbraio 2016  | 1º giugno 2016   |
| Speciale | Klondike Legend         |                         | 12 febbraio 2016 |                  |
| 17       | Oregon gold             | Nuove zone              | 19 febbraio 2016 | 8 giugno 2016    |
| 18       | Frozen Pay              | Terreno ghiacciato      | 26 febbraio 2016 | 15 giugno 2016   |
| 19       | King of the Klondike    | Il re del Klondike      | 4 marzo 2016     | 15 giugno 2016   |
| Speciale | Gold Hard Truth         | Tutta la verità         | 11 marzo 2016    |                  |

## Stagione 7
| nº       | Titolo originale          | Titolo italiano             | Prima TV USA     | Prima TV Italia  |
| -------- | ------------------------- | --------------------------- | ---------------- | ---------------- |
| 1        | Miracle on the Mountain   | Miracolo sulla montagna     | 14 ottobre 2016  | 15 febbraio 2017 |
| 2        | Eye in the Sky            | Occhi nel cielo             | 21 ottobre 2016  | 22 febbraio 2017 |
| Speciale | The Gambler               | The Gambler                 | 28 ottobre 2016  |                  |
| 3        | Frankenstein Machinery    | La macchina di Frankenstein | 28 ottobre 2016  | 1º marzo 2017    |
| 4        | Mutiny                    | Ammutinamento               | 4 novembre 2016  | 8 marzo 2017     |
| 5        | Misery on the Mountain    | Miseria                     | 11 novembre 2016 | 15 marzo 2017    |
| 6        | No Crane, No Gain         | Tempesta di fulmini         | 18 novembre 2016 | 22 marzo 2017    |
| 7        | Watery Grave              | Inizio difficile            | 25 novembre 2016 | 29 marzo 2017    |
| 8        | Mega Barge & Kid Commando | Espansione                  | 2 dicembre 2016  | 5 aprile 2017    |
| 9        | Record Gold               | Oro da record               | 9 dicembre 2016  | 12 aprile 2017   |
| 10       | Go Down Fighting          | Testa bassa                 | 16 dicembre 2016 | 19 aprile 2017   |
| 11       | Game Over                 | Game Over                   | 30 dicembre 2016 | 26 aprile 2017   |
| 12       | Abandonment               | Abbandono                   | 6 gennaio 2017   | 3 maggio 2017    |
| 13       | Lifeline                  | Ancora di salvezza          | 13 gennaio 2017  | 10 maggio 2017   |
| 14       | Parker vs. Rick           | Parker contro Rick          | 20 gennaio 2017  | 17 maggio 2017   |
| 15       | Excavator Down            | Escavatore rotto            | 27 gennaio 2017  |                  |
| 16       | Double Trouble            | Doppio problema             | 3 febbraio 2017  |                  |
| 17       | Cruelest Cut              | Il taglio più crudele       | 10 febbraio 2017 |                  |
| 18       | Miners vs. Beavers        | Minatori vs. castori        | 17 febbraio 2017 |                  |
| 19       | Dredge vs. Washplant      | Draghe                      | 24 febbraio 2017 |                  |
| 20       | Viking Voyage             | Il viaggio dei Vichinghi    | 3 marzo 2017     |                  |
| 21       | Final Fury                | Furia finale                | 10 marzo 2017    |                  |
| Special  | War and Peace             | Guerra e pace               | 17 marzo 2017    |                  |
| Special  | Parker Schnabel's Journey |                             | 7 aprile 2017    |                  |

## La febbre dell'oro: la sfida di Parker(Gold Rush: Parker's Trail)
| nº | Titolo originale     | Titolo italiano            | Prima TV USA   | Prima TV Italia |
| -- | -------------------- | -------------------------- | -------------- | --------------- |
| 1  | Before the Trail     | Racconti                   | 24 marzo 2017  | 4 agosto 2017   |
| 2  | Footsteps of Legends | Le impronte della leggenda | 31 marzo 2017  | 14 luglio 2017  |
| 3  | Racing The Freeze    | Contro il freddo           | 7 aprile 2017  | 21 luglio 2017  |
| 4  | Hypothermia          | Ipotermia                  | 14 aprile 2017 | 28 luglio 2017  |

## Stagione 8
| nº      | Titolo originale                      | Titolo italiano      | Prima TV USA     | Prima TV Italia  |
| ------- | ------------------------------------- | -------------------- | ---------------- | ---------------- |
| Special | The 9 Million Dollar Season           |                      | 13 ottobre 2017  | 21 febbraio 2018 |
| 1       | Wagers and Wars                       | La scommessa         | 13 ottobre 2017  | 21 febbraio 2018 |
| 2       | Blizzards and Bullets                 | Spari nella tempesta | 20 ottobre 2017  | 28 febbraio 2018 |
| 3       | The Viking vs. the Mechanic           | Il Vichingo          | 27 ottobre 2017  | 7 marzo 2018     |
| 4       | The Curse of the Fairplay Mountains   | Tra le montagne      | 3 novembre 2017  | 14 marzo 2018    |
| 5       | Son Dethrones Father                  | Padre e figlio       | 10 novembre 2017 | 21 marzo 2018    |
| 6       | Colorado Strikes Back                 | Cattive notizie      | 17 novembre 2017 |                  |
| 7       | Inferno                               | Inferno              | 24 novembre 2017 |                  |
| 8       | The Mighty Uppercut                   | L'ultimatum          | 1º dicembre 2017 |                  |
| 9       | Gold Bars and Hail Marys              | In Colorado          | 8 dicembre 2017  |                  |
| 10      | The Devil's Finger                    | Le dita del diavolo  | 15 dicembre 2017 |                  |
| 11      | The Holy Grail                        | Il Sacro Graal       | 22 dicembre 2017 |                  |
| Special | Busted and Bushfixed                  | Guasti e riparazioni | 29 dicembre 2017 |                  |
| 12      | Eclipsed                              | Eclissati            | 5 gennaio 2018   |                  |
| 13      | Lost Gold                             | Oro perduto          | 12 gennaio 2018  |                  |
| 14      | The Father, The Son & The Holy Roller | Padre e figlio       | 19 gennaio 2018  |                  |
| 15      | Broken                                | Rotture              | 26 gennaio 2018  |                  |
| 16      | Of Monsters and Men                   | Uomini e mostri      | 2 febbraio 2018  |                  |
| Special | Going for Gold                        |                      | 9 febbraio 2018  |                  |
| 17      | Gold Rush: Live                       |                      | 16 febbraio 2018 |                  |
| 18      | Planes, Cranes, and Virgin Claims     | La gru               | 16 febbraio 2018 |                  |
| 19      | King Kong                             | King Kong            | 23 febbraio 2018 |                  |
| 20      | Independence Day                      | Independence Day     | 2 marzo 2018     |                  |
| 21      | The Spoils of War                     | Guerre               | 9 marzo 2018     |                  |
| 22      | Win Big or Die Trying                 |                      | 16 marzo 2018    |                  |
| 23      | American Dreamer                      |                      | 16 marzo 2018    |                  |

## La febbre dell'oro: la sfida di Parker(Parker's Trail "Guyana")
| nº | Titolo originale              | Titolo italiano            | Prima TV USA   | Prima TV Italia |
| -- | ----------------------------- | -------------------------- | -------------- | --------------- |
| 1  | Mining With Monsters          | Oro tra i mostri           | 23 marzo 2018  |                 |
| 2  | Welcome To The Jungle         | Il risveglio della giungla | 30 marzo 2018  |                 |
| 3  | Hell Dorado                   | Inferno d'oro              | 6 aprile 2018  |                 |
| 4  | Gold Wars: The Jungle Awakens | Il risveglio della giungla | 13 aprile 2018 |                 |
| 5  | X Marks the Spot              | La montagna dell'oro       | 20 aprile 2018 |                 |
| 6  | The Jungle Strikes Back       | La giungla colpisce ancora | 27 aprile 2018 |                 |
| 7  | Revelations                   | Benvenuti nella giungla    | 4 maggio 2018  |                 |

## Stagione 9
| nº       | Titolo originale                   | Titolo italiano               | Prima TV USA     | Prima TV Italia  |
| -------- | ---------------------------------- | ----------------------------- | ---------------- | ---------------- |
| 1        | Declaration of Independence        | Dichiarazione di indipendenza | 12 ottobre 2018  | 24 ottobre 2018  |
| 2        | Smoked Out                         | Affumicato                    | 19 ottobre 2018  | 31 ottobre 2018  |
| Speciale | The Rise of Rick Ness              | Leader                        | 19 ottobre 2018  |                  |
| 3        | Gods and Monsters                  |                               | 26 ottobre 2018  | 7 novembre 2018  |
| 4        | Durt Reynolds                      | Durt Reynolds                 | 2 novembre 2018  | 14 novembre 2018 |
| 5        | The return of Freddy Dodge         | Freddy Dodge                  | 9 novembre 2018  | 21 novembre 2018 |
| 6        | Hoffman's ghosts                   | I fantasmi degli Hoffman      | 16 novembre 2018 | 28 novembre 2018 |
| 7        | Hazard pay                         | Azzardi                       | 23 novembre 2018 | 5 dicembre 2018  |
| 8        | Stromageddon                       | Tempeste                      | 30 novembre 2018 |                  |
| 9        | Megamorphosis                      | Trasformazioni                | 7 dicembre 2018  |                  |
| 10       | Father's day                       | Festa del papà                | 14 dicembre 2018 | 2 gennaio 2019   |
| 11       | The resurrection                   | La resurrezione               | 21 dicembre 2018 | 9 gennaio 2019   |
| 12       | The Devil's deadline               | La linea della morte          | 4 gennaio 2018   | 16 gennaio 2019  |
| 13       | Sucker punch                       | Grandi rischi                 | 11 gennaio 2018  | 23 gennaio 2019  |
| 14       | Old school heroes                  | Vecchia scuola                | 18 gennaio 2018  | 30 gennaio 2019  |
| 15       | Wedding bells emergency operations | Matrimonio                    | 25 gennaio 2018  | 6 febbraio 2019  |
| 16       | Broked bones                       | Ossa rotte                    | 1º febbraio 2018 | 13 febbraio 2019 |
| Speciale | Gold Gurus                         | Re Mida                       | 8 febbraio 2018  |                  |
| 17       | Make it rain                       | Pioggia                       | 15 febbraio 2018 | 20 febbraio 2019 |
| 18       | Big red is dead                    | Big Red                       | 22 febbraio 2018 | 27 febbraio 2019 |
| Speciale | Grandpa John's Legacy              |                               | 28 febbraio 2018 |                  |
| 19       | Cold War                           | Guerra fredda                 | 1º marzo 2019    | 6 marzo 2019     |
| 20       | Brace and impact                   | L'impatto                     | 8 marzo 2019     | 13 marzo 2019    |
| 21       | Fire and ice                       | Fuoco e ghiaccio              | 15 marzo 2019    | 20 marzo 2019    |
| 22       | Three sides of every story         | Speciale                      | 22 marzo 2019    | 26 marzo 2019    |

## La febbre dell'oro: la sfida di Parker(Parker's Trail "Papua New Guinea")
| nº | Titolo originale     | Titolo italiano       | Prima TV USA   | Prima TV Italia |
| -- | -------------------- | --------------------- | -------------- | --------------- |
| 1  | Legendary Prospects  | Leggende              | 5 aprile 2019  | 19 giugno 2019  |
| 2  | Dangerous Depths     | Profondità pericolose | 5 aprile 2019  | 1º maggio 2019  |
| 3  | Lethal Landslide     | Frana mortale         | 12 aprile 2019 | 8 maggio 2019   |
| 4  | Mercury Rising       | Mercurio              | 19 aprile 2019 | 15 maggio 2019  |
| 5  | The Monster Mine     | Enorme miniera        | 26 aprile 2019 | 22 maggio 2019  |
| 6  | Hunt for Hidden Gold | Oro nascosto          | 4 maggio 2019  | 29 maggio 2019  |
| 7  | Parker vs. Backhoe   | Parker vs. Backhoe    | 11 maggio 2019 | 5 giugno 2019   |
| 8  | Path To Gold         | Verso l'oro           | 18 maggio 2019 | 12 giugno 2019  |
| 9  | Uncharted Territory  | Territori sconosciuti | 25 maggio 2019 | 26 giugno 2019  |
| 10 | Expedition Gold      | Nuova spedizione      | 1º giugno 2019 | 3 luglio 2019   |

## Stagione 10
| nº       | Titolo originale                 | Titolo italiano         | Prima TV USA     | Prima TV Italia  |
| -------- | -------------------------------- | ----------------------- | ---------------- | ---------------- |
| Speciale | 15 Million Dollar Season         | Una stagione milionaria | 11 ottobre 2019  | 6 novembre 2019  |
| 1        | Crisis in the Klondike           | Crisi nel Klondike      | 11 ottobre 2019  | 13 novembre 2019 |
| 2        | A New Rush Begins                | Nuova corsa             | 18 ottobre 2019  | 20 novembre 2019 |
| Speciale | Epic Fails                       | Fallimenti epici        | 18 ottobre 2019  | 29 gennaio 2020  |
| 3        | The Nugget Hunter                | Le pepite               | 25 ottobre 2019  | 27 novembre 2019 |
| Speciale | You Can't Stop The Beets         | La famiglia Beets       | 25 ottobre 2019  | 27 novembre 2019 |
| 4        | Leave No Gold Behind             | Vecchi strumenti        | 1º novembre 2019 | 4 dicembre 2019  |
| 5        | We're Gonna Need A Bigger Bucket | Compito impossibile     | 8 novembre 2019  | 11 dicembre 2019 |
| 6        | Monster Red Lives                | Il mostro rosso         | 15 novembre 2019 | 18 dicembre 2019 |
| 7        | Motherlode Mountain              | La montagna             | 22 novembre 2019 | 25 dicembre 2019 |
| 8        | Washplant Wars                   | In guerra               | 29 novembre 2019 | 1º gennaio 2020  |
| 9        | No Time For Redemption           | Redenzione              | 6 dicembre 2019  | 8 gennaio 2020   |
| 10       | When the Levee Breaks            | Argine rotto            | 13 dicembre 2019 | 15 gennaio 2020  |
| 11       | Rise of the Machines             | L'ascesa delle macchine | 20 dicembre 2019 | 22 gennaio 2020  |
| 12       | Million-Dollar Pay Day           | Ricompense milionarie   | 3 gennaio 2020   | 5 febbraio 2020  |
| 13       | Nuggets or Bust                  | Pepite o fallimento     | 10 gennaio 2020  | 12 febbraio 2020 |
| 14       | Cornered                         | All'angolo              | 17 gennaio 2020  | 19 febbraio 2020 |
| 15       | And Then There Was One           | L'ultimatum             | 24 gennaio 2020  | 26 febbraio 2020 |
| 16       | Parker Doubles Down              | Raddoppio               | 31 gennaio 2020  | 4 marzo 2020     |
| 17       | Rebellion At Duncan Creek        | Ribellione              | 7 febbraio 2020  | 11 marzo 2020    |
| 18       | Frozen Treasure                  | Tesoro ghiacciato       | 14 febbraio 2020 | 18 marzo 2020    |
| 19       | Bring In The Big Guns            | Pistole fumanti         | 21 febbraio 2020 | 25 marzo 2020    |
| 20       | Rally In The Valley              | Rally in valle          | 28 febbraio 2020 | 6 maggio 2020    |
| 21       | Last Gold                        | L'ultimo oro            | 6 marzo 2020     | 6 maggio 2020    |

## La febbre dell'oro: la sfida di Parker(Parker's Trail "Australia")
| nº       | Titolo originale    | Titolo italiano     | Prima TV USA   | Prima TV Italia |
| -------- | ------------------- | ------------------- | -------------- | --------------- |
| Speciale | Outback Gold        | Oro d'Australia     | 13 marzo 2020  | 24 giugno 2020  |
| 1        | Welcome Stranger    | Benvenuto straniero | 13 marzo 2020  | 1º luglio 2020  |
| 2        | Tyler's Trial       | Nello Yukon         | 20 marzo 2020  | 8 luglio 2020   |
| 3        | Trial By Fire       | Grande scoperta     | 27 marzo 2020  | 15 luglio 2020  |
| 4        | Hell's Crack        | Hell's Crack        | 3 aprile 2020  | 2 luglio 2020   |
| 5        | The Honey Pot       | Città natale        | 10 aprile 2020 | 29 luglio 2020  |
| 6        | Mine Moment Machine | Promesse            | 17 aprile 2020 | 12 agosto 2020  |
| 7        | Hard Rock Risks     | Grandi rischi       | 24 aprile 2020 | 5 agosto 2020   |
| 8        | Future Ground       | Nuovi terreni       | 1º maggio 2020 | 19 agosto 2020  |
| 9        | Aussie Gold Strike  | Colpo grosso        | 8 maggio 2020  | 26 agosto 2020  |

## Stagione 11
| nº       | Titolo originale                        | Titolo italiano        | Prima TV USA     | Prima TV Italia  |
| -------- | --------------------------------------- | ---------------------- | ---------------- | ---------------- |
| Speciale | Confessions of a Record Breaking Season | Un nuovo record        | 16 ottobre 2020  | 18 novembre 2020 |
| 1        | The Perfect Storm                       | La tempesta perfetta   | 23 ottobre 2020  | 25 novembre 2020 |
| Speciale | The Legend of Porcupine Creek           | La leggenda            | 23 ottobre 2020  | 30 dicembre 2020 |
| 2        | Promised Land                           | Terra promessa         | 30 ottobre 2020  | 2 dicembre 2020  |
| Speciale | Paydirt Playbook                        | Ricompense             | 30 ottobre 2020  | 6 gennaio 2021   |
| 3        | The Fast and the Furious                | Fast and Furious       | 6 novembre 2020  | 9 dicembre 2020  |
| 4        | Breaking the Piggy Bank                 | Rompere il salvadanaio | 13 novembre 2020 | 16 dicembre 2020 |
| 5        | It's Alive                              | Sopravvivere           | 20 novembre 2020 | 23 dicembre 2020 |
| 6        | Big Red vs. Sluicifer                   | Big Red vs. Sluicifer  | 27 novembre 2020 | 13 gennaio 2021  |
| 7        | Rick's Sixth Sense                      | Il sesto senso di Rick | 4 dicembre 2020  | 20 gennaio 2021  |
| 8        | Lost Gold of Paradise Hill              | L'oro perduto          | 11 dicembre 2020 | 27 gennaio 2021  |
| 9        | Back to Alaska                          | Ritorno in Alaska      | 18 dicembre 2020 | 3 febbraio 2021  |
| 10       | Record Breaker                          | Record                 | 1º gennaio 2021  | 10 febbraio 2021 |
| 11       | Frenemies                               | Amici e nemici         | 8 gennaio 2021   | 17 febbraio 2021 |
| 12       | Resurrecting Monsters                   | I mostri               | 15 gennaio 2021  | 24 febbraio 2021 |
| 13       | Got Your Six                            | Rotture                | 22 gennaio 2021  | 3 marzo 2021     |
| 14       | Freddy To The Rescue                    | Soccorso               | 29 gennaio 2021  | 10 marzo 2021    |
| 15       | The Viking Detective                    | Il vichingo            | 5 febbraio 2021  | 17 marzo 2021    |
| 16       | No Questions Asked                      | Niente domande         | 12 febbraio 2021 | 24 marzo 2021    |
| 17       | Growing Pains                           | Andare oltre           | 19 febbraio 2021 | 31 marzo 2021    |
| 18       | The $6 Million Cut                      | Milioni di dollari     | 26 febbraio 2021 | 7 aprile 2021    |
| 19       | Clear Eyes, Full Pans                   | Occhi lucidi           | 5 marzo 2021     | 14 aprile 2021   |
| 20       | Attack or Retreat                       | Attaccare o ritirarsi  | 12 marzo 2021    | 21 aprile 2021   |
| 21       | Endgame                                 | Fine dei giochi        | 19 marzo 2021    | 28 aprile 2021   |